# Zespół Realizatorów Filmowych „Kamera”
Zespół Realizatorów Filmowych „Kamera” (ZRF „Kamera”) – polska państwowa wytwórnia filmowa działająca w latach 1957–1968 w Warszawie. 
Kierownikiem artystycznym ZRF „Kamera” był Jerzy Bossak, szefem produkcji Józef Krakowski; zespół został rozwiązany 30 kwietnia 1968.

## Kierownicy literaccy
- Jerzy Stefan Stawiński (1957–1965)
- Wilhelm Mach (1965)
- Ernest Bryll (1965–1968)

## Filmografia
- 1970: Przygody psa Cywila (odcinek 1)
- 1969: Pan Wołodyjowski
- 1968: Wszystko na sprzedaż
- 1968: Przekładaniec
- 1968: Lalka
- 1967: Zosia
- 1967: Wycieczka w nieznane
- 1967: Wenus z Ille
- 1967: Zbrodnia lorda Artura Savile'a, Przeraźliwe łoże w Świat grozy
- 1967: Ojciec
- 1967: Klub szachistów
- 1966: Wieczór przedświąteczny
- 1966: Szyfry
- 1966: Sublokator
- 1966: Bariera
- 1965: Trzy kroki po ziemi
- 1965: Markiza De Pompadour, Ping - pong, Perły i dukaty w Perły i dukaty (cykl tv)
- 1965: Błękitny pokój w Opowieści niezwykłe
- 1965: Miejsce dla jednego
- 1965: Matura w Augenblick des Friedens
- 1964: „Awatar”, czyli zamiana dusz
- 1964: Rękopis znaleziony w Saragossie
- 1964: Prawo i pięść
- 1964: Pingwin
- 1964: Nieznany
- 1963: Rozwodów nie będzie
- 1963: Pasażerka
- 1963: Naganiacz
- 1962: Warszawa w L’amour a vingt ans
- 1962: Między brzegami
- 1962: Jak być kochaną
- 1962: Gangsterzy i filantropi
- 1962: Czarne skrzydła
- 1961: Złoto
- 1961: Nóż w wodzie
- 1961: Kwiecień
- 1961: Droga na Zachód
- 1960: Zezowate szczęście
- 1960: Rozstanie
- 1960: Rok pierwszy
- 1959: Wspólny pokój
- 1959: Lunatycy
- 1958: Dezerter